# 走投有路
《走投有路》是一部2001年製作的香港喜劇電影，林超賢導演，張家輝、黃秋生等主演。

## 劇情概要
阿旦是一名頭腦靈活的古惑仔，因貪玩整蠱另一幫派大佬雷氣，令雷氣失去贏取百萬的機會，加上阿旦侵吞幫派公款，使得幫派大哥豺狼昆派人追捕他。阿旦與忠誠於他的兄弟阿勁逃往泰國布吉島。 
兩人在布吉島邂逅兩名女子，阿勁愛上了一名替人紋身的純情少女，阿旦則與神秘獨特的女子阿澄糾纏不清。此時雷氣為追逐心目中的理想女友阿澄也來到布吉島，與阿旦等不期而遇。
阿旦看出阿澄留在雷氣身邊別有企圖，兩人各懷目的達成一致，要從癡情的雷氣身上謀取各自所需。此時昆也已派出手下和殺手來對付雷氣和阿旦等人，一群人在布吉島意外相遇。

## 主要演員
- 張家輝 飾 阿旦
- 黃秋生 飾 雷氣
- 彭敬慈 飾 阿勁
- 安　雅
- 黃卓玲 飾 阿澄
- 李耀明 飾 豺狼昆
- 盧惠光 飾 阿泰